# Fundació Oswaldo Cruz
La Fundació Oswaldo Cruz (en portuguès Fundação Oswaldo Cruz, també coneguda amb l'acrònim Fiocruz) és una institució d'investigació i desenvolupament en ciències biològiques que té la seu a Rio de Janeiro, Brasil, considerada una de les principals institucions mundials d'investigació en salut pública. Va ser creada en 1900, pel cèlebre sanitarista Oswaldo Cruz, i és la institució més important de ciència i tecnologia en salut d'Amèrica Llatina, i un referent en investigacions en l'àrea de la salut pública.

## Història

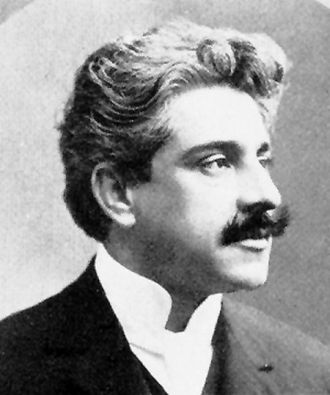
Oswaldo Cruz, pioner en l'estudi de les malalties tropicals i de la medicina experimental en Brasil.

Els orígens de la fundació remunten a l'inici del segle XX amb la creació de l'Instituto Soroterápico Federal el 25 de maig de 1900 (l'objectiu inicial del qual era fabricar sèrums i vacunes contra la pesta), a la hisenda de Manginhos, a Inhaúma, a la zona nord de Rio de Janeiro. El 1902 Oswaldo Cruz n'assumí la direcció general, el qual impulsà una reforma que erradicaria de la ciutat la pesta bubònica i la febre groga. Aviat la seva acció traspassaria els límits de Rio de Janeiro, amb expedicions científiques als extrems del país
El 12 de desembre de 1907, la institució va passar a denominar-se Institut de Patologia Experimental de Manguinhos (referència al nom del barri carioca on queda la seva seu) i, el 19 de març de 1918, en homenatge la Oswaldo Cruz, va passar a dir-se Institut Oswaldo Cruz. El maig de 1970, va esdevenir Fundació Institut Oswaldo Cruz, adoptant la sigla Fiocruz, que continua sent utilitzada encara des del maig de 1974, quan va rebre l'actual designació de Fundació Oswaldo Cruz.
El seu principal objectiu és la investigació i el tractament de les malalties tropicals. El seu treball no es limita a Rio de Janeiro ni a la investigació i producció de vacunes. En les campanyes de sanitat de les ciutats assolades per brots i epidèmies de febre groga, verola i pesta bubònica, va haver d'enfrontar-se a una ferma oposició i un aixecament popular, coneguda com la Revolta de la Vacuna. En ocupar-se de les condicions de vida de les poblacions de l'interior, va donar origen a debats que van donar lloc a la creació del Departament Nacional de Salut Pública, el 1920.
El 1970, l'institut i altres òrgans federals van ser fusionats en la Fundació Oswaldo Cruz, més coneguda com a Fiocruz, actualment considerada una de les més importants institucions brasileres d'investigació en l'àrea de la salut.

## Investigació

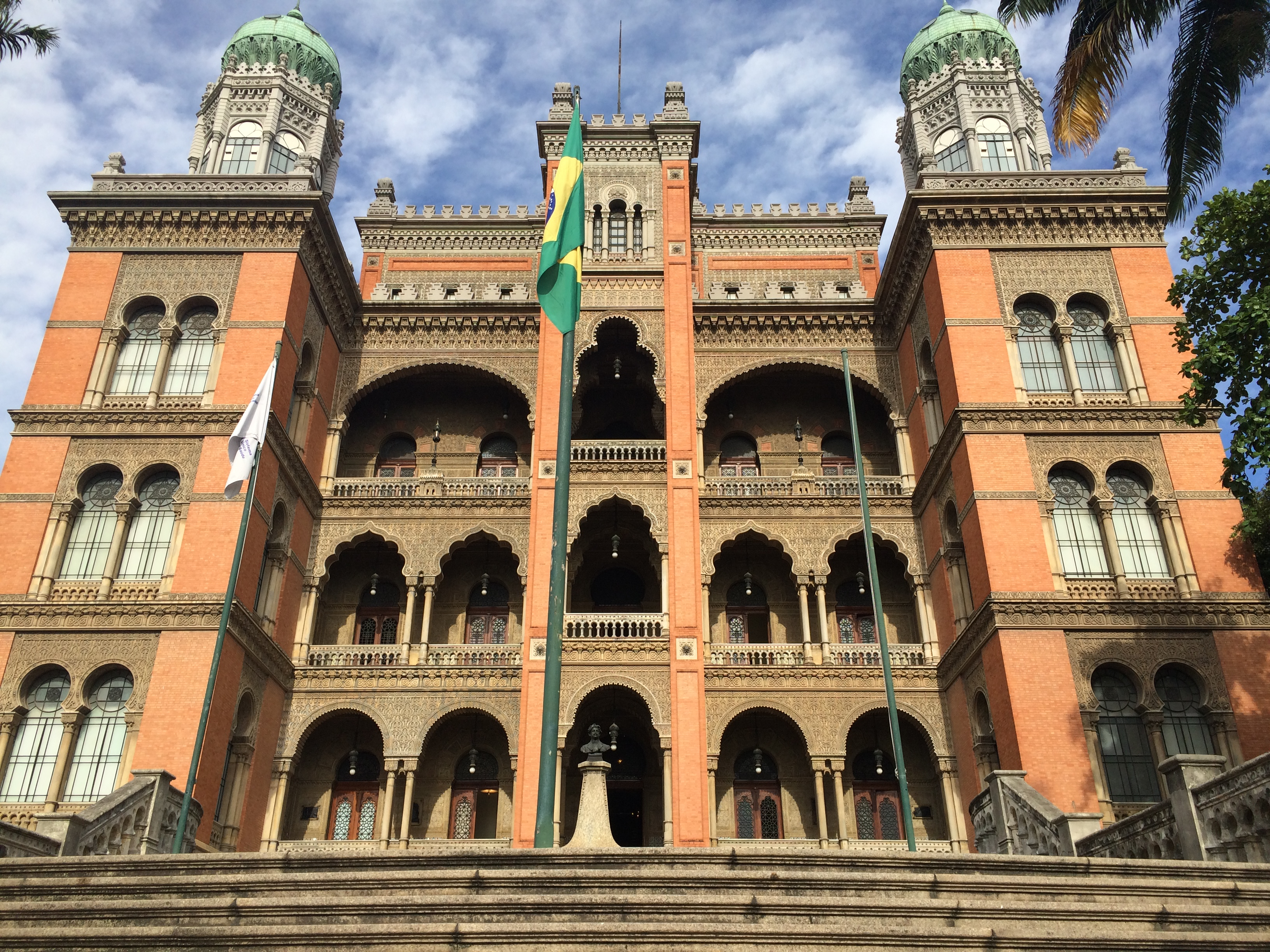
Palau de Manguinhos, la seu de la FioCruz

A més del desenvolupament de noves tecnologies per a la fabricació a gran escala de vacunes contra la febre groga i la verola, cal citar altres importants contribucions, com ara:
- Descobriment de la vacuna contra el carboncle del bestiar, o pesta de la manqueira, per Alcides Godoy;
- Els estudis de micologia de Olympio Oliveira Ribeiro da Fonseca (1895-1978) i Arêa Leão;
- La descripció completa del fong responsable de la paracoccidiomicosi, més coneguda per mal de Lutz, per Adolfo Lutz (1855-1940);
- Les investigacions sistemàtiques de helmintos, de Lauro Pereira Travassos (1890-1970);
- La descripció del cicle del Schistosoma mansoni (veure Esquistosomosi);
- La causa del tifus exantemàtic (el gèrmen bacteriforme Rickettsia prowasecki) per Rocha Lima;
- L'aïllament del virus de la SIDA en circulació al Brasil, per Bernardo Galvão.

## Unitats

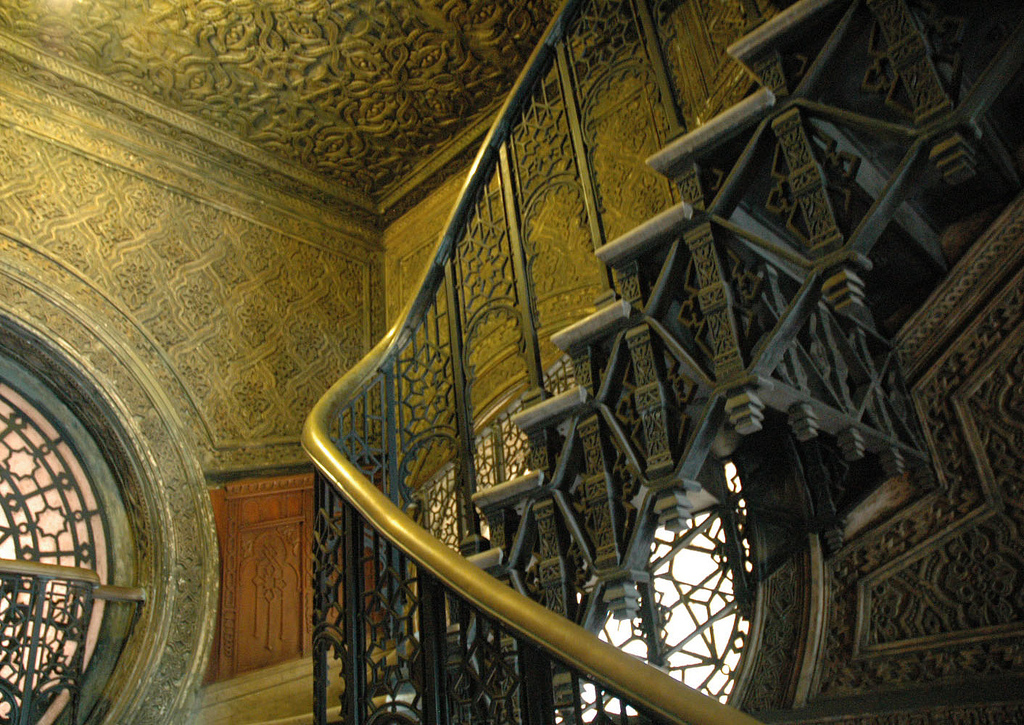
Escala del Castell.

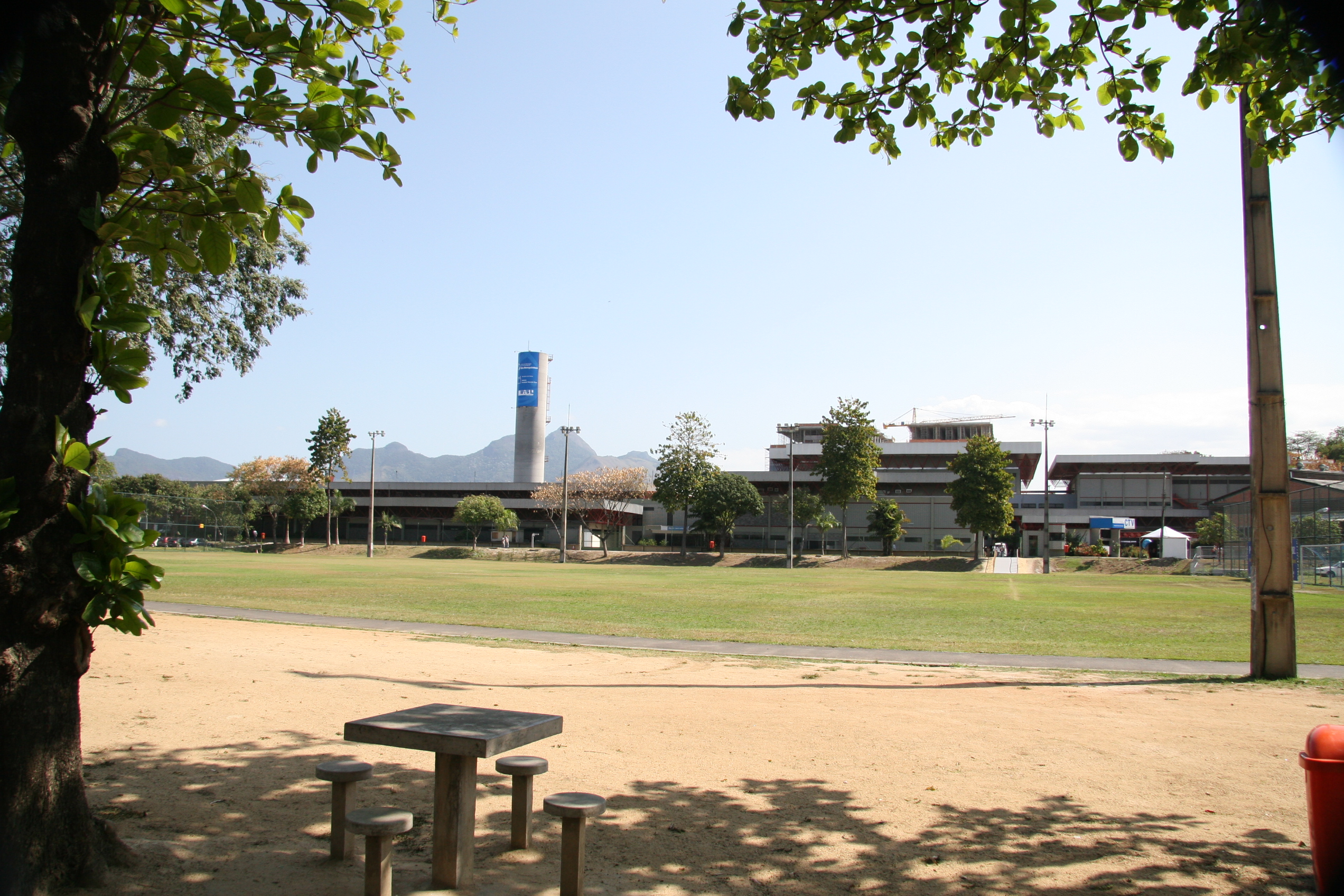
Centre de Tecnologia de Vacunes de la Fiocruz.

### Tecnicocientífiques
La Fiocruz té 21 unitats tecnicocientífiques, 11 de les quals localitzades a Rio de Janeiro, 10 en altres estats brasilers i una unitat a Maputo, capital de Moçambic.

#### A Rio de Janeiro
Les unitats tecnicocientífiques ubicades a Rio de Janerio són les següents:
- Instituto de Tecnologia em Imunobiológicos (Bio-Manguinhos);
- Centro de Criação de Animais de Laboratório (CECAL);
- Instituto de Comunicação e Informação Científica e Tecnológica em Saúde (ICICT);
- Casa de Oswaldo Cruz (COC);
- Escola Nacional de Saúde Pública Sérgio Arouca (ENSP);
- Escola Politécnica de Saúde Joaquim Venâncio (EPSJV);
- Instituto de Tecnologia em Fármacos (Farmanguinhos);
- Instituto Fernandes Figueira (IFF);
- Instituto Nacional de Infectologia Evandro Chagas (INI);
- Instituto Nacional de Controle e Qualidade em Saúde (INCQS);
- Instituto Oswaldo Cruz (IOC)

Fundació de suport:
- Fundação para o Desenvolvimento Científico e Tecnológico em Saúde (Fiotec)

#### Fora de Rio de Janeiro
Les unitats tecnicocientífiques ubicades fora de Río de Janeiro són les següents:
- Instituto Aggeu Magalhães (IAM) - Fiocruz Pernambuco;
- Instituto Gonçalo Moniz (IGM) - Fiocruz Bahia;
- Instituto Leônidas e Maria Deane (ILMD) - Fiocruz Amazônia;
- Instituto René Rachou (IRR) - Fiocruz Minas Gerais;
- Instituto Carlos Chagas (ICC) - Fiocruz Paraná;
- Gerência Regional de Brasília (Gereb) - Fiocruz Brasília;
- Escritório Técnico Fiocruz Mato Grosso do Sul;
- Escritório Técnico Fiocruz Rondônia;
- Escritório Técnico Fiocruz Ceará;
- Escritório Técnico Fiocruz Piauí;
- Escritório Internacional em Moçambique - Fiocruz África.

### Administratives
També existeix 4 unitats administratives més totes connectades a la presidència de la Fiocruz.
- Direcció d'Administració del Campus (Dirac);
- Direcció d'Administració (Dirad);
- Direcció de Recursos Humans (Direh);
- Direcció de Planificació (Diplan).